# پیر رابو
پیر رابو (فرانسوی: Pierre Rabot‎; ۱ ژانویهٔ ۱۸۶۵ – نامشخص) قایقران قایق بادبانی اهل فرانسه بود.